# Sanremo-Festival 1960
Die zehnte Ausgabe des Festival della Canzone Italiana di Sanremo fand 1960 vom 28. bis 30. Januar im städtischen Kasino in Sanremo statt und wurde von Paolo Ferrari und Enza Sampò moderiert.

## Ablauf

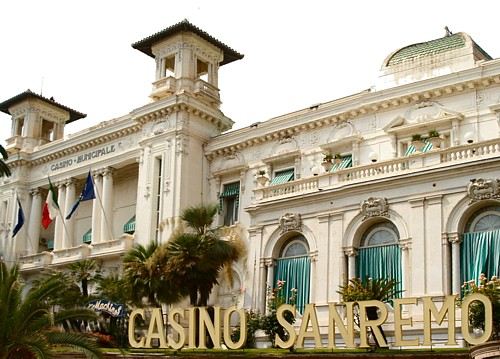
Das städtische Kasino, Veranstaltungsort des Sanremo-Festivals

Die Veranstalterfirma ATA vertraute die Organisation des zehnten Sanremo-Festivals dem Theaterproduzenten Ezio Radaelli an, während den Vorsitz der die Beiträge auswählenden Kommission Totò übernahm. Auch das Moderatorenduo wurde wieder erneuert. Dirigent Cinico Angelini kehrte zurück, sein Kollege Marcello De Martino war hingegen das erste Mal dabei. Im Teilnehmerfeld zeichnete sich einmal mehr verstärkt das Gefälle zwischen den traditionellen Sängern wie Nilla Pizzi und Erneuerern wie Domenico Modugno und Tony Dallara ab. Neu dabei waren u. a. Größen wie Mina und Renato Rascel.
Bei den Regeln blieb alles unverändert: Je zehn Lieder wurden pro Abend in immer zwei Versionen vorgestellt, jeweils fünf erreichten das Finale am Samstag. 1960 war der Wettbewerb durch das Kopf-an-Kopf-Rennen der beiden Favoriten, Domenico Modugno mit Teddy Reno und Tony Dallara mit Renato Rascel, das von der Presse auch vorausgesehen wurde, geprägt. Modugno schaffte es letztlich nicht, den dritten Sieg in Folge zu holen und musste sich mit Libero dem energiegeladenen Auftritt von Dallara geschlagen geben, dessen Beitrag Romantica allerdings der musikalisch traditionellere war.
Nilla Pizzi verabschiedete sich nach dieser Ausgabe vom Festival und kehrte erst gut 20 Jahre später zurück.

## Teilnehmende Beiträge
| Platzierung  | Interpreten                          | Lied                         | Autoren                                          |
| ------------ | ------------------------------------ | ---------------------------- | ------------------------------------------------ |
| 1            | Tony Dallara / Renato Rascel         | Romantica                    | Dino Verde, Renato Rascel                        |
| 2            | Domenico Modugno / Teddy Reno        | Libero                       | Domenico Modugno, Franco Migliacci               |
| 3            | Joe Sentieri / Wilma De Angelis      | Quando vien la sera          | Alberto Testa, Carlo Alberto Rossi               |
| 4            | Nilla Pizzi / Tonina Torrielli       | Colpevole                    | Vincenzo D’Acquisto, Saverio Seracini            |
| 5 (ex aequo) | Joe Sentieri / Sergio Bruni          | È mezzanotte                 | Alberto Testa, Rinaldo Cozzoli, Giulio Compare   |
| 5 (ex aequo) | Giorgio Consolini / Sergio Bruni     | Il mare                      | Antonio Pugliese, Vian                           |
| 5 (ex aequo) | Jula de Palma / Tony Dallara         | Noi                          | Bruno Pallesi, Walter Malgoni                    |
| 8            | Mina / Teddy Reno                    | È vero                       | Nisa, Umberto Bindi                              |
| 9            | Fausto Cigliano / Irene D’Areni      | Splende il sole              | Pinchi, Danpa, Virgilio Panzuti                  |
| 10           | Johnny Dorelli / Jula de Palma       | Notte mia                    | Zanfagna, Marcello De Martino                    |
|              | Flo Sandon’s / Gloria Christian      | “A” come amore               | Bruno Brighetti, Bruno Martino                   |
|              | Achille Togliani / Giorgio Consolini | Amore abisso dolce           | Gian Carlo Testoni, Marcello Gigante             |
|              | Betty Curtis / Johnny Dorelli        | Amore senza sole             | Mario Panzeri, Vittorio Mascheroni               |
|              | Arturo Testa / Germana Caroli        | Gridare di gioia             | Alberto Testa, Fanciulli                         |
|              | Gino Latilla / Miranda Martino       | Invoco te                    | Gian Carlo Testoni, Tony De Vita, Glauco Masetti |
|              | Betty Curtis / Mina                  | Non sei felice               | Riccardo Vantellini, Pinchi                      |
|              | Arturo Testa / Tonina Torrielli      | Perderti                     | Pinchi, Pier Emilio Bassi                        |
|              | Achille Togliani / Nilla Pizzi       | Perdoniamoci                 | Umberto Bertini, Enzo Di Paola                   |
|              | Gloria Christian / Wilma De Angelis  | Splende l’arcobaleno         | Mario Tumminelli, Cosimo Di Ceglie               |
|              | Gino Latilla / Miranda Martino       | Vento, pioggia… scarpe rotte | Eduardo Taranto, Coriolano Gori, Alfio Grasso    |

## Erfolge
Besondere Verkaufsschlager waren neben dem Siegerlied in der Interpretation von Tony Dallara und Modugnos Libero Minas È vero und Joe Sentieris Quando vien la sera. Die folgende Tabelle listet die Einstiege der Wettbewerbsbeiträge in die 1960 erstmals veröffentlichten Singlecharts von Musica e dischi; sämtliche Finalbeiträge erreichten die Top 20, allerdings wurden nur im Fall von Noi (Dallara / de Palma) auch beide Versionen gelistet. Am schwächsten verkaufte sich Nilla Pizzis viertplatziertes Colpevole.
Renato Rascel trat mit dem Siegerlied auch beim Eurovision Song Contest 1960 an, erreichte allerdings lediglich den achten Platz (von 13).

| Jahr | Titel               | Höchstplatzierung, Gesamtwochen, AuszeichnungChartsChartplatzierungen (Jahr, Titel, , Platzierungen, Wochen, Auszeichnungen, Anmerkungen) | Anmerkungen                          |
| Jahr | Titel               | IT | Anmerkungen                          |
| ---- | ------------------- | --- | ------------------------------------ |
| 1960 | Romantica           | IT1 (16 Wo.)IT | Version von Tony Dallara Platz 1     |
| 1960 | Libero              | IT2 (12 Wo.)IT | Version von Domenico Modugno Platz 2 |
| 1960 | Quando vien la sera | IT2 (14 Wo.)IT | Version von Joe Sentieri Platz 3     |
| 1960 | È vero              | IT4 (14 Wo.)IT | Version von Mina Platz 8             |
| 1960 | Il mare             | IT5 (9 Wo.)IT | Version von Sergio Bruni Platz 6     |
| 1960 | Noi                 | IT6 (4 Wo.)IT | Version von Tony Dallara Platz 7     |
| 1960 | È mezzanotte        | IT8 (9 Wo.)IT | Version von Joe Sentieri Platz 5     |
| 1960 | Noi                 | IT10 (3 Wo.)IT | Version von Jula de Palma Platz 7    |
| 1960 | Splende il sole     | IT13 (4 Wo.)IT | Version von Fausto Cigliano Platz 9  |
| 1960 | Notte mia           | IT15 (1 Wo.)IT | Version von Johnny Dorelli Platz 10  |
| 1960 | Colpevole           | IT20 (1 Wo.)IT | Version von Nilla Pizzi Platz 4      |

## Belege
1. ↑  M&D-Chartarchiv. Musica e dischi, abgerufen am 27. Juni 2016 (italienisch, kostenpflichtiger Abonnement-Zugang).